# Los Castillas
Los Castillas es una localidad y pedanía española perteneciente al municipio de Albuñol, en la provincia de Granada. Está situada en la parte oriental de la comarca de la Costa Granadina. A siete kilómetros del límite con la provincia de Almería, cerca de esta localidad se encuentran los núcleos de Albuñol capital, La Rábita y El Pozuelo.

## Demografía
Según el Instituto Nacional de Estadística de España, en el año 2023 Los Castillas contaba con 534 habitantes censados, lo que representa el 7,23% de la población total del municipio.

### Evolución de la población
| Gráfica de evolución demográfica de Los Castillas entre 2013 y 2023 |
|                                                                     |
| Datos según el nomenclátor publicado por el INE.                    |

## Comunicaciones

### Carreteras
La principal vía de comunicación que transcurre cerca de esta localidad es:
| Identificador | Denominación                    | Itinerario         |
| ------------- | ------------------------------- | ------------------ |
| A-345         | Carretera de Cádiar a La Rábita | Cádiar - La Rábita |

Algunas distancias entre Los Castillas y otras ciudades:
| Ciudades | Distancia (km) |
| -------- | -------------- |
| Albuñol  | 3              |
| Motril   | 42             |
| Almería  | 73             |
| Granada  | 100            |
| Jaén     | 191            |
| Murcia   | 292            |

## Servicios públicos

### Sanidad
Los Castillas cuenta con un consultorio médico de atención primaria situado en la Plaza s/n, dependiente del Área de Gestión Sanitaria Sur de Granada. El servicio de urgencias está en el centro de salud de Albuñol y el área hospitalaria de referencia es el Hospital Santa Ana de Motril.